# Nikolaj Rastorguev
Nikolaj Vjačeslavovič Rastorguev (in russo Николай Вячеславович Расторгуев?; Bykovo, 21 febbraio 1957) è un politico e cantante russo, membro del gruppo Ljubė.

## Biografia
Nel 1997, Rastorguev è stato insignito del titolo onorario di artista popolare russo dall'allora presidente Boris El'cin. In occasione del suo cinquantesimo compleanno nel 2007, il presidente russo Vladimir Putin ha conferito a Rastorguev l'ordine statale "Per Merito alla Patria". Nel 2010 è diventato deputato della Duma di Stato della quinta convocazione dal Territorio di Stavropol come rappresentante del partito governativo Russia Unita
Il 6 febbraio 2012 è stato ufficialmente registrato come confidente del candidato alla presidenza della Federazione Russa e dell'attuale presidente Vladimir Putin. Nel marzo 2014, Rastorguev ha firmato una lettera a sostegno della posizione del presidente della Russia Vladimir Putin sulla situazione in Ucraina e Crimea. Per "dichiarazioni in contraddizione con gli interessi della sicurezza nazionale" gli fu poi vietato l'ingresso in Ucraina.